# Архиђакон Лаврентије
Свети Архиђакон Лаврентије (лат. Laurentius - овенчан ловоровим венцем - крунисан ловором, 225 - 10. август 258. ) био је архиђакон Римске хришћанске заједнице. Погубљен је за време прогона римског цара Валеријана.

## Живот
Према предању Архиђакон Лаврентије је дошао из града Албасете у Шпанији. Био је ученик архиђакона Сикста. Када Сикст постао епископ Рима 257., Лаврентије је био рукоположен за ђакона. Био је задужен да надгледа имовину Цркве и бригу о сиромашнима.
Током прогона цара Валеријана у 258. многи хришћани си погубљени а они који су били чланови племићких породица изгубили су своју имовину и били су протерани из града. Епископ Сикст је био један од првих жртава ових прогона, убијен је 6. августа исте године. Након тога, Лаврентије је био бачен у тамницу, где је чинио чуда, лечио болесне и превео многе у хришћанство. Због тога је био подвргнут тешким мучењима.

## Поштовање
Поштован је као светитељ у Римокатоличкој и православној цркви. Празнује се 10. августа.

## Иконографија
У Православној иконографији, приказује се у ђаконским одеждама и држи ковчег у руци, што симболизује чување црквеног блага.